# Chilaw
Chilaw is een plaats in het Sri Lankaanse district Puttalam. Chilaw telde in 2001 bij de volkstelling 24.105 inwoners.
Chilaw is sinds 1939 de zetel van een rooms-katholiek bisdom.

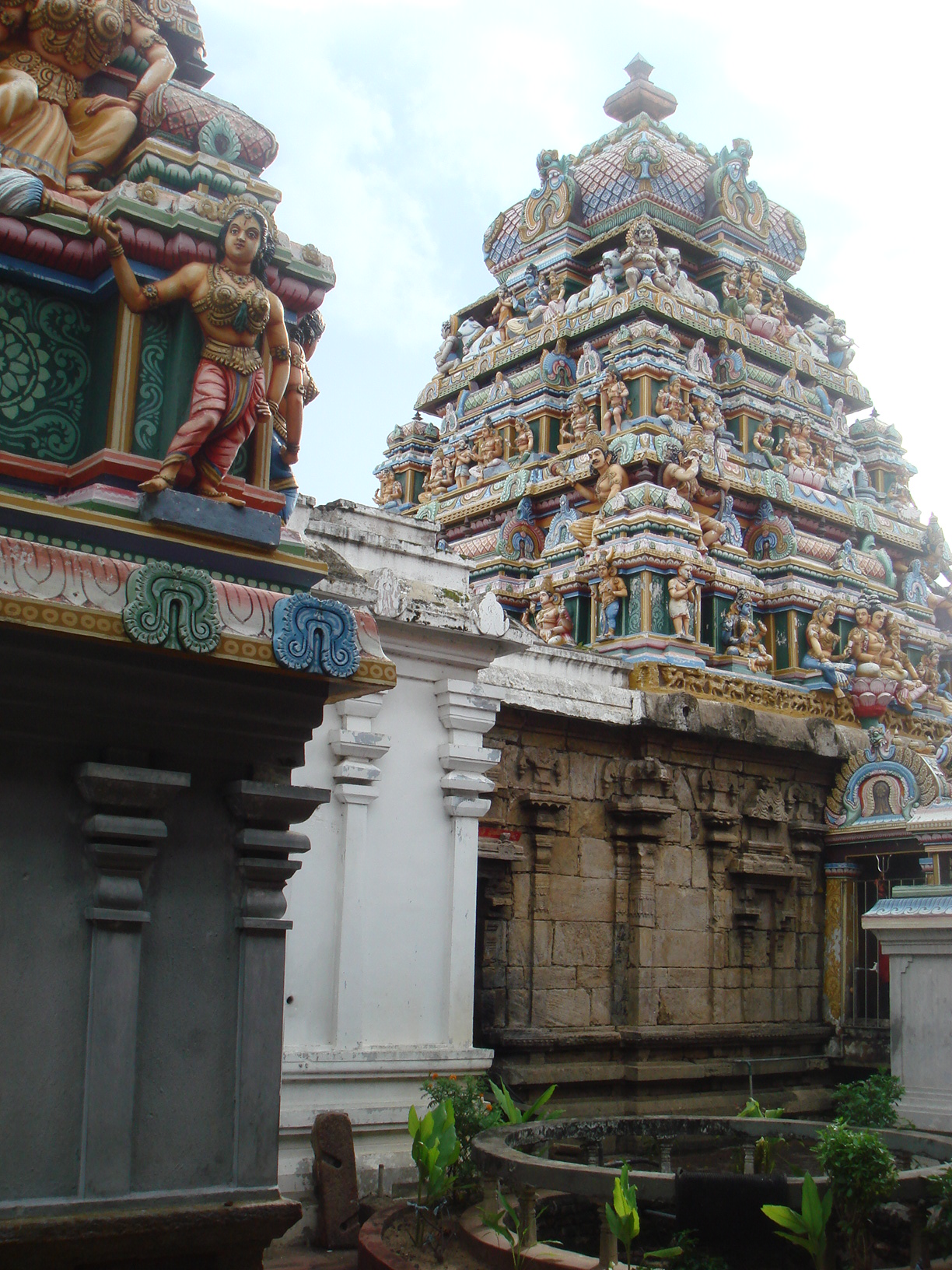
Tempel